# 侯為貴
侯为贵（1942年—），陕西西安人，毕业于南昌大学，中兴通讯公司创始人。

## 个人生平
1942年，侯为贵出生于陕西省西安市；20世纪80年代初，被派往美国负责技术引进。其后到航天691厂任职。1985年，侯为贵被派往深圳，创办中兴通讯前身，中港合资企业中兴半导体公司，并担任该公司总经理。1993年，组建中兴新通讯设备有限公司。1997年，侯为贵成立了中兴通讯股份有限公司，并担任公司副董事长和总经理。2004年1月,侯为贵担任中兴通讯股份有限公司董事长，中兴新通讯设备有限公司副董事长，中兴先通设备有限公司董事长。同年，中兴通讯在香港交易所上市。2013年4月3日，担任中兴通讯第六任董事长。2016年1月15日，侯为贵卸任中兴通讯董事长。2018年，侯为贵重新出任中兴董事长。

## 个人荣誉
侯为贵曾获得“CCTV中国经济年度人物评选”、“2004年CCTV中国经济年度人物”、“中国信息产业十大年度经济人物”、“中国十大科技领袖”等荣誉。